# 帕特森 (路易斯安那州)
帕特森（英語：Patterson），是美国路易斯安那州下属的一座城市。根据2010年美国人口普查，该市有人口6,112人。建置上，属于“city”。